# عبد الكريم الزبيدي
عبد الكريم الزبيدي ولد في 25 يونيو 1950 في رجيش، هو طبيب وسياسي تونسي.

## السيرة الذاتية

### التكوين والمسار المهني
لدى عبد الكريم الزبيدي شهادة دكتوراه في الطب من جامعة كلود برنار ليون 1 في ليون (فرنسا)، وكذلك شهادة الماجستير في علم وظائف الأعضاء البشرية والمزارع وظيفية، وأيضا الماجستير في علم الصيدلة الإنسانية، إضافة إلى شهادة الدراسات المعمقة في علم وظائف الأعضاء البشرية، إلى جانب شهادة دراسات وبحوث في علم الأحياء البشري.

أصبح منسق تكوين كبار الفنيين الصحيين في كلية الطب بسوسة بين 1981 و1988. تحمل كذلك العديد من المناصب داخل الجامعة مثل رئيس قسم العلوم الأساسية بين 1982 و1989، وأستاذ المشتشفيات الجامعية منذ 1987. من جهة أخرى هو رئيس خدمة الاختبارات الوظيفية في مستشفى فرحات حشاد في سوسة بين 1990 و1999.

تم تكليفه منذ 1992 ببعثات الخبراء في مجال التطبيقات الطبية النووية لدى الوكالة الدولية للطاقة الذرية.

تراس كلية علم وظائف الأعضاء والاختبارات الوظيفية بين 1994 و1997، والتي تتبع وزارة الصحة العمومية وجامعة الوسط بين 1995 و1999. وكذلك كان عميد كلية الطب بسوسة بين 2005 و2008.

### المسار السياسي
كان عبد الكريم الزبيدي كاتب الدولة لدى الوزير الأول مكلف بالبحث العلمي والتكنولوجيا بين 1999 و2000، ثم وزير الصحة في 2001 في حكومة محمد الغنوشي الأولى.

بعد الثورة التونسية، وفي تحوير وزاري في حكومة محمد الغنوشي الثانية في 27 يناير 2011، أصبح الزبيدي وزير الدفاع خلفا لرضا قريرة. بقي عبد الكزيم الزبيدي في نفس المنصب في حكومة الباجي قائد السبسي ثم في حكومة حمادي الجبالي وذلك حتى 13 مارس 2013.

في 12 سبتمبر 2017، عينه يوسف الشاهد ثانية في منصب وزير الدفاع الوطني في حكومته.

## الأوسمة والتشريفات
- الصنف الثاني من وسام الجمهورية (تونس).
- الصنف الأول من الوسام الوطني للاستحقاق (تونس).

## الحياة الخاصة
عبد الكريم الزبيدي متزوج وأب لطفل واحد.

## مقالات ذات صلة
- وزارة الصحة (تونس)
- وزارة الدفاع الوطني (تونس)